# Sila (telenovela)
Sila (no Brasil, Sila: Prisioneira do Amor) é uma telenovela turca produzida e exibida pelo ATV e cuja transmissão ocorreu entre 2006 e 2009, com total de 79 episódios.
Foi exibida no Brasil em formato de telenovela pela Band de 28 de março de 2016 a 18 de novembro de 2016, em 199 capítulos, às 20h20, substituindo Fatmagul: A Força do Amor  e sendo substituída por Ezel. Durante duas semanas dividiu o horário com a novela estreante, Ezel. Está sendo exibida desde 5 de novembro de 2018, para as cidades onde recebem temporariamente a Rede Fuso no horário de verão.

## Enredo
Sila é uma jovem que quando pequena foi entregue pelo pai a uma rica família de Istambul, sendo criada com todo conforto pelos pais adotivos. Quando seu pai biológico Celil reaparece, sob o pretexto de que sua mãe estava muito doente e desejava vê-la pela última vez, ela concorda em voltar a sua terra natal e conhecer seus familiares, no entanto, o verdadeiro motivo de Celil levá-la de volta a Mardin, é para que a jovem se case, a fim de pagar uma dívida de sangue, que seu irmão Azad adquiriu com a principal família da tribo, ao fugir com Narin, membro da poderosa família Genko. Sila participa do casamento de Azad e Narin sem saber que poucos minutos depois será obrigada a se casar com Boran (irmão mais velho de Narin), líder da tribo. Durante a festa, Azad leva Sila a um escritório, confessando o real motivo de ela estar lá, apontando uma arma para a irmã, ele afirma que caso ela não aceite ele a mataria, em seguida tiraria a própria vida, pois o irmão de sua noiva não o deixaria vivo caso o trato não se cumprisse. Sem
outra escolha, Sila assina os papéis e se torna sra. Genko, esposa do líder. Ao conhecer a verdade, Sila cria desprezo por tudo ao seu redor, sobretudo de seu marido, o tratando com indiferença, ainda que ele se mostrasse bastante afetuoso. Com o tempo ela passa a compreender melhor os motivos que levaram seus pais a fazê-la se casar, se envolve com as pessoas da tribo e até os ajuda em seus conflitos, ao mesmo tempo que passa a ver Boran como um homem de muitas responsabilidades, isso faz com que Sila mude seu comportamento em relação a ele; mas apesar disso, as limitações e regras impostas a ela acabam por deprimi-la, fazendo com que sinta saudades de sua antiga vida, com isso Sila acaba por pensar em uma fuga, uma vez que seus pais adotivos morreram e deixaram-na no comando da empresa. Encorajada e ajudada por Emre, seu ex-namorado que chega a Mardin para vê-la ela embarca no plano de fuga. Em um encontro Boran acaba sendo informado por um de seus empregados que sua esposa fora vista conversando com um estrangeiro, ele acaba perdendo o controle, embriagado e cego de ciúmes força uma relação sexual com ela. Após o ocorrido Sila sente-se segura de sua decisão de fugir para Istambul. Os dias que seguem a isso Boran se mostra bastante arrependido, tentando se redimir   com a esposa. Sabendo que o irmão e a cunhada não seriam poupados, caso ela partisse, Sila os convence de fugir com ela, no dia da fuga ela se sente bastante culpada por abandonar Boran que já havia confessado que a amava, ela chega a desistir, mas Emre a pressiona a seguir com o plano, durante a fuga Sila se mostra bastante arrependida. Após todos saberem da fuga, os conselheiros da tribo decidiram que todos os envolvidos deveriam ser mortos, e de acordo com uma velha tradição Boran deveria fazê-lo. Para cumprir seu dever de esposo traído ele parte para Istambul a fim de encontrar Sila e matá-la, para isso conta com a ajuda de Dihan, seu primo que deseja usurpar sua posição na tribo. Apesar do rancor que sente, ao saber do paradeiro da esposa Boran fica cada vez mais hesitante em cumprir com o "veredito" o que é observado por seu primo que o pressiona a cumprir logo com a tradição. Boran fica prestes a entrar na casa onde Sila e os outros se encontram, entretanto todos saem da casa para socorrer Celil, que tentou contra sua própria vida, uma vez que teria de tirar a vida dos filhos (conforme a decisão do conselho). Boran continua a seguir os passos de Sila e se sente bastante incomodado com a proximidade entre ela e Emre, o que comprova que ele continua apaixonado por ela. Sila decide encontrar Boran para dizer que o ama, mas não poderá viver em Mardin devido às suas leis primitivas e arcaicas, decididos a ir contra as tradições eles se reconciliam, uma vez que ela espera um filho dele.

## Elenco
| Ator                  | Personagem                          |
| --------------------- | ----------------------------------- |
| Cansu Dere            | Sila Sönmez Genco                   |
| Mehmet Akif Alakurt   | Boran Ağa Genco                     |
| Menderes Samancılar   | Celil Sönmez                        |
| Zeynep Eronat         | Bedar Sönmez                        |
| Cemal Toktaş          | Azad Sönmez                         |
| Boncuk Yılmaz         | Narin Genco Sönmez                  |
| Kartal Balaban        | Emre Türkoğlu                       |
| Devrim Saltoğlu       | Cihan Genco (Dihan, na dublagem)    |
| İsmet Hürmüzlü        | Firuz Ağa #1                        |
| Namik Kemal Yiğittürk | Firuz Ağa #2                        |
| Tayanç Ayaydın        | Abay                                |
| Fatoş Tez             | Kevser Genco                        |
| Cüneyt Turel          | Erkan Ozdëmir                       |
| Hümeyra Akbay         | Neşe Ozdëmir                        |
| Zeynep Anıl Tatdıran  | Dilan Sönmez                        |
| Mehmet Dağ            | Emir Sönmez                         |
| Fatoş Sezer           | Mehveş                              |
| Muhammed Cangören     | Zinar                               |
| Vural Tantekin        | Şivan                               |
| Tarık Şerbetçioğlu    | Burhan Ozdëmir                      |
| Gökçe Yanardağ        | Esma Ozdëmir                        |
| Sinem Yaruk           | Ayşe                                |
| Burçin Oraloğlu       | Kenan Türkoğlu (Kerem, na dublagem) |
| Sema Mumcu            | Gizem                               |
| Muzaffer Demirel      | Edip                                |
| Serap Doğan           | Ümmü                                |
| Yüksel Arıcı          | Ahmet                               |
| İpek Tanrıyar         | Zeynep                              |
| Boğaçhan Yağ          | Ömer                                |
| Emin Yaşar            | Osman                               |
| Sermiyan Midyat       | Berzan                              |
| Gürol Güngör          | Samim                               |
| Esra Akhisarlı        | Zeliha                              |
| Duygu Eriçok          | Dr.ª Ceren                          |
| Nalan Gücüpek         | Dr.ª Duygu Kaya                     |
| Duygu Keser           | Feride                              |

## Exibição International
| País                          | Canal              | Nota  |
| ----------------------------- | ------------------ | ----- |
| Irão                          | Gem TV             |       |
| Grécia                        | Mega Channel       |       |
| Ucrânia                       | 1+1                |       |
| Sérvia                        | RTV Pink           |       |
| Croácia                       | Nova               |       |
| Eslovênia                     | TV Doma            |       |
| Roménia                       | Pro TV Acasă       |       |
| Bulgária                      | bTV                |       |
| Indonésia                     | TV Puls            |       |
| Chile                         | Mega               |       |
| Peru                          | América Televisión |       |
| Uruguai                       | Canal 10           |       |
| Panamá                        | Telemetro          |       |
| Argentina                     | Telefe             |       |
| Brasil                        | Band               | [ 5 ] |
| Porto Rico                    | Wapa TV            |       |
| Estados Unidos                | Pasiones           |       |
| México                        | Azteca Trece a+    |       |
| Bolívia                       | Unitel             |       |
| República Dominicana          | Telesistema        |       |
| Costa Rica                    | Repretel           |       |
| União Sul-Americana de Nações | Pasiones           |       |
| Guatemala                     | Televisiete        |       |
| Honduras                      | VTV                |       |
| El Salvador                   | Canal 12           |       |
| Nicarágua                     | Canal 10           |       |

## Temporadas
| Temporada | Temporada | Episódios | Total de episódios | Transmissão original   | Transmissão original   |
| Temporada | Temporada | Episódios | Total de episódios | Início                 | Final                  |
| --------- | --------- | --------- | ------------------ | ---------------------- | ---------------------- |
|           | 1         | 38        | 1 - 38             | 15 de setembro de 2006 | 15 de junho de 2007    |
|           | 2         | 37        | 39 - 75            | 14 de setembro de 2007 | 6 de junho de 2008     |
|           | 3         | 4         | 76 - 79            | 29 de agosto de 2008   | 19 de setembro de 2008 |